# Живко Павловић (сликар)
Живко Павловић, познат и као „молер пожаревачки“ (19. век) био је српски сликар и иконописац.

## Биографија
Осликао је Храм светог Николаја из 1825. године у свом родном селу Кисиљево. Арсеније Јакшић је насликао 1826. престоне иконе и царске двери, а Живко Павловић је насликао 1837. северне и јужне двери и то је најранији податак о њему као иконописцу.
Осликао је иконостас Цркве Вазнесења Господњег у Чачку 1841-1845. године.
Иконостас и зидни живопис манастира Заова осликао је 1845-1849. године.
Учествовао је у изради икона за манастир Сретење, на дну престоне Богородичине иконе записао је „Живко Павловић, пожаревачки иконописац, у Крушевцу 16. априла 1844. године.“ Осликавање манастира су завршили 26. новембра 1844. Живко Павловић из Пожаревца и Никола Јанковић из Охрида.
Црква Светог Стефана у Ивањици подигнута је 1836-1838, за њу су иконостас радили Јован Стергевић (познатији као Јања Молер) и Живко Павловић.
Радио је живопис у манастиру Нимник, радови су завршени 20. септембра 1841. године. Молерском занату и писмености научио је Јосифа Петровића (1825—1877), сина нимничког свештеника Јакова Петровића.
Живописао је и манастир Горњак 1847. године. Умро је 1850. или 1851. године.
О њему је Павле Васић написао књигу „Живко Павловић молер пожаревачки и његово доба“, Пожаревац, 1968. године, 54 стране.